# Vladimír Šimůnek
Vladimír Šimůnek é um compositor tcheco. Criou músicas para o jogo de Mafia: The City of Lost Heaven, Tema Principal, Escalonamento e Briefing – Conspiração; as canções foram gravadas pela Orquestra Sinfônica da Boêmia. Šimůnek, também trabalhou em músicas para os jogos tchecos chamado Paranoia! lançado em 1995 e Wings of War.[carece de fontes?]
O Tema Principal foi tocado em 2003, nos concertos de música sinfônica, em Leipzig, na exposição da Games Convention 2003 e na G.A.N.G. Awards, onde recebeu o prêmio de "Melhor música instrumental".[carece de fontes?]